# Zhang Zhung
Zhang Zhung fou el nom d'un poble nòmada de l'Àsia central, que posteriorment van esdevenir el poble tibetà i la primera civilització d'allí. També se'ls anomena Shang Shung. La seva religió, el bön, ha influït en el budisme de la zona. Es troben restes d'aquest poble des de l'edat de ferro i sembla que en el seu apogeu va arribar a tenir 18 regnes diferents. Ocuparen la regió de l'oest i nord-oest de l'altiplà del Tibet i van prosperar del 500 aC fins a 625 dC.

## Societat
Mostraven armaments de metall i tenien una cultura eqüestre destacable. Arribaren a establir fortes relacions amb altres cultures d'Euràsia. Quant a la religió tingueren una pràctica ritualítica rica relativament uniforme i normalitzada, on els reis i sacerdots dominaven els llocs socials del poder.

## Arquitectura
Tenien una gran preocupació per la defensa. Construïren ciutadelles, estructures residencials d'elit de pedra amb volades, temples, i necròpolis amb pilars de pedra.